# کورتکی لشنه
کورتکی لشنه (به لهستانی:  Korytki Leśne) یک روستا در لهستان است که در گمینا میاستکووو واقع شده‌است.